# 安奈聖羅のクイズ永島石田
『安奈聖羅のクイズ永島石田』（あんなせいらのクイズながしまいしだ）は、アイドル専門チャンネルPigooで放送されていたクイズ制作バラエティ番組である。

## 番組概要
2018年1月18日放送開始。石田安奈、永島聖羅の冠番組。放送から1か月後を目途にPigooオンラインでも最新回を配信。
石田安奈、永島聖羅の2名が互いにクイズを作りあうクイズ制作バラエティで、毎回ある場所へクイズ探しの旅へ出かけ、各々クイズを製作。その後のスタジオパートでは互いに制作したクイズを出し合い回答数を競う。

## 出演者

### レギュラー
- 石田安奈
- 永島聖羅

### 準レギュラー
- 柳原聖（カルマライン）[3] - クイズ制作編での石田のパートナー
- 山城久昴（ヤングウッズ）[4] - クイズ制作編での永島のパートナー
- イマニヤスヒサ - 回答編MC

## 放送リスト
| 放送回 | 初回放送日     | 問題制作                             | 備考 |
| ------ | -------------- | ------------------------------------ | ---- |
| #1     | 2018年 1月18日 | 変身できるコンセプトカフェクイズ     |      |
| #2     | 2月18日        | 変身できるコンセプトカフェクイズ     |      |
| #3     | 3月18日        | 変身できるコンセプトカフェクイズ     |      |
| #4     | 4月19日        | 変身できるコンセプトカフェクイズ     |      |
| #5     | 5月17日        | 占い                                 |      |
| #6     | 6月17日        | くの一＆キックボクシング             |      |
| #7     | 7月19日        | ガチンコクイズ対決全編               |      |
| #8     | 8月19日        | ガチンコクイズ対決後編               |      |
| ♯9     | 9月16日        | ディープな世界を極めた人クイズ       |      |
| #10    | 10月18日       | ディープな世界を極めた人クイズ       |      |
| #11    | 11月18日       | さらにマニアックな人クイズ           |      |
| #12    | 12月16日       | さらにマニアックな人クイズ、最終決戦 |      |

## スタッフ
- 企画・編集・演出・総合監督：伊藤慎
- カメラ：田中達也、砂原一茂、三原希
- スチール：松本祐亮
- アシスタントディレクター：溝口亮太
- メイク：ビーサイド
- デザイン：フラッグミュージアム
- プロデューサー：Abex
- 制作協力：ホリプロ、ホリプロコム
- 制作著作：つくばテレビ

## 関連商品
2018年6月29日につくばテレビよりDVD第1弾が発売。2019年3月29日に第2巻、3巻を同時発売。